# Yunis Hüseynov
Yunis Huseynov (en azéri : Yunis Hüseynov), né le 1er février 1965 à Kirovabad en Azerbaïdjan, est un footballeur international azerbaïdjanais, devenu entraîneur à l'issue de sa carrière, qui évoluait au poste d'attaquant. 
Il compte 34 sélections et 4 buts en équipe nationale entre 1993 et 1998.

## Biographie

### Carrière de joueur
Yunis Huseynov dispute 6 matchs en Ligue des champions.

### Carrière internationale
Yunis Huseynov compte 34 sélections et 4 buts avec l'équipe d'Azerbaïdjan entre 1993 et 1998. 
Il est convoqué pour la première fois par le sélectionneur national Alakbar Mammadov pour un match amical contre la Géorgie le 25 mai 1993 (victoire 1-0). Par la suite, le 27 février 1996, il inscrit son premier but en sélection contre les îles Féroé, lors d'un match amical (victoire 3-0). Il reçoit sa dernière sélection le 5 septembre 1998 contre la Slovaquie (défaite 3-0).

### Carrière d'entraîneur
Le 13 novembre 2024, il a été nommé entraîneur adjoint du club Turan Tovuz.

### Vie privée
Il est marié à Aynur Sofiyeva, députée à l'Assemblée nationale d'Azerbaïdjan

## Statistiques
| Saison                | Club                  | Championnat           | Championnat | Championnat | Coupe(s) nationale(s) | Coupe(s) nationale(s) | Compétition(s) continentale(s) | Compétition(s) continentale(s) | Compétition(s) continentale(s) | Total | Total |
| Saison                | Club                  | Division              | M.          | B.          | M.                    | B.                    | Comp.                          | M.                             | B.                             | M.    | B.    |
| 1983                  | Dinamo Kirovabad      | D3                    | 27          | 3           | -                     | -                     | -                              | -                              | -                              | 27    | 3     |
| Sous-total            | Sous-total            | Sous-total            | 27          | 3           | -                     | -                     | -                              | -                              | -                              | 27    | 3     |
| 1984                  | Neftchi Bakou         | D1                    | 1           | 0           | -                     | -                     | -                              | -                              | -                              | 1     | 0     |
| 1985                  | Neftchi Bakou         | D1                    | 17          | 0           | 1                     | 0                     | -                              | -                              | -                              | 18    | 0     |
| 1986                  | Neftchi Bakou         | D1                    | 10          | 0           | 2                     | 0                     | -                              | -                              | -                              | 12    | 0     |
| 1987                  | Neftchi Bakou         | D1                    | 20          | 3           | 10                    | 2                     | -                              | -                              | -                              | 30    | 5     |
| 1988                  | Neftchi Bakou         | D1                    | 26          | 1           | 8                     | 1                     | -                              | -                              | -                              | 34    | 2     |
| 1989                  | Neftchi Bakou         | D2                    | 31          | 7           | -                     | -                     | -                              | -                              | -                              | 31    | 7     |
| 1990                  | Neftchi Bakou         | D2                    | 24          | 1           | -                     | -                     | -                              | -                              | -                              | 24    | 1     |
| 1991                  | Neftchi Bakou         | D2                    | 34          | 16          | -                     | -                     | -                              | -                              | -                              | 34    | 16    |
| 1992                  | Neftchi Bakou         | D1                    | 25          | 29          | -                     | -                     | -                              | -                              | -                              | 25    | 29    |
| 1993                  | Neftchi Bakou         | D1                    | 10          | 2           | -                     | -                     | -                              | -                              | -                              | 10    | 2     |
| 1993-1994             | Neftchi Bakou         | D1                    | 12          | 3           | -                     | -                     | -                              | -                              | -                              | 12    | 3     |
| 1994-1995             | Neftchi Bakou         | D1                    | 21          | 9           | -                     | -                     | -                              | -                              | -                              | 21    | 9     |
| 1995-1996             | Neftchi Bakou         | D1                    | 21          | 5           | -                     | -                     | C2                             | 2                              | 0                              | 23    | 5     |
| 1996-1997             | Neftchi Bakou         | D1                    | 29          | 4           | -                     | -                     | C3                             | 1                              | 0                              | 30    | 4     |
| 1997-1998             | Neftchi Bakou         | D1                    | 18          | 5           | -                     | -                     | C1                             | 2                              | 0                              | 20    | 5     |
| Sous-total            | Sous-total            | Sous-total            | 299         | 85          | 21                    | 3                     | -                              | 5                              | 0                              | 325   | 88    |
| 1998-1999             | Kapaz PFC             | D1                    | 14          | 3           | -                     | -                     | C1                             | 2                              | 0                              | 16    | 3     |
| 1999-2000             | Kapaz PFC             | D1                    | -           | -           | -                     | -                     | C1                             | 2                              | 0                              | 2     | 0     |
| 1999-2000             | Pivani Bakou          | D1                    | 9           | 0           | -                     | -                     | -                              | -                              | -                              | 9     | 0     |
| 2000-2001             | Kapaz PFC             | D1                    | 15          | 5           | -                     | -                     | -                              | -                              | -                              | 15    | 5     |
| Sous-total            | Sous-total            | Sous-total            | 38          | 8           | -                     | -                     | -                              | 4                              | 0                              | 42    | 8     |
| Total sur la carrière | Total sur la carrière | Total sur la carrière | 364         | 96          | 21                    | 3                     | -                              | 9                              | 0                              | 394   | 99    |

## Palmarès

### En club
- Avec le Neftchi Bakou
  - Champion d'Azerbaïdjan en 1992, 1996 et 1997
  - Vainqueur de la Coupe d'Azerbaïdjan en 1995 et 1996

- Avec le Kapaz Gandja
  - Champion d'Azerbaïdjan en 1999

### Distinctions personnelles
- Footballeur azerbaïdjanais de l'année en 1994 et 1998